# Łuszczów Pierwszy
Łuszczów Pierwszy [ˈwuʃʧuf ˈpʲɛrfʃɨ] (Luszczow Pierwszy) ist ein polnisches Dorf in der Woiwodschaft Lublin. Es liegt im Landkreis Lublin (Powiat Lubelski) in der Gemeinde Wólka, etwa zehn Kilometer nordöstlich von Lublin, zwischen Lublin und Łęczna.